# キャスト (バンド)
キャスト (Cast) は、イギリス・リヴァプール出身のロックバンド。

## 概要
1992年、元ザ・ラーズのジョン・パワーを中心に結成。ブリットポップ・ムーブメントに沸いた当時のUKロック界を担うバンドのひとつとして人気を集め、デビュー曲から10枚連続でシングルが全英トップ20入りを記録。ファースト・アルバム『オール・チェンジ』は全世界で100万枚を超えるヒットとなるなど、ザ・ラーズを上回る大きな成功を収めた。
また、キャストのライブを見たオアシスのノエル・ギャラガーからは「宗教的経験（religious experience）」と評されるなど、ライブ・バンドとして定評があり、当時のプレスからは「1990年代版ザ・フー」とも呼ばれていた。
2001年に一旦解散、メンバーのソロ活動を経て2010年に再結成。2012年と2015年にサマーソニック出演のため来日。2019年10月には単独来日公演を行った。

## 来歴
リー・メイヴァース率いるバンド、ザ・ラーズのベーシストとして活動していたジョン・パワーは、バンド活動が中々進展しないこと（詳細は「ザ・ラーズ」の項を参照）、また自身が書き溜めていた楽曲を発表する機会を求めていたことから、1991年にザ・ラーズを脱退。翌年、ジョンはベースからギターに転向し、同郷リヴァプール出身の元シャックのピーター・ウィルキンソン（ベース）をともにキャストを結成。その他のメンバーは流動的だったが、リアム・ "スキン" ・タイソン（リードギター）、キース・オニール（ドラムス）が加わり、不動のラインナップとなる。1994年、エルヴィス・コステロやオアシスのライブで前座を務めたことがきっかけとなり、ポリドールと契約。
1995年7月、デビュー・シングル「ファイン・タイム」を発表。全英チャートの17位を記録し、オアシスの「スーパーソニック」が持っていた新人バンドのデビュー・シングル初登場順位（31位）の記録を更新した。同年10月にはジョン・レッキーをプロデューサーに迎えて制作されたファースト・アルバム『オール・チェンジ』を発表。ブリットポップ全盛の時期にあって、親しみやすいポップさを持つキャストの楽曲は大衆から熱狂的に支持され、アルバムは最高位7位、1年半もの間、全英チャート入りするロング・セラーとなり、ポリドール所属アーティストのデビュー作としては最も高い売上を記録した。アルバムからは「オールライト」（13位）や名バラード「ウォークアウェイ」（9位）といったヒット曲が生まれた。
1996年、アルバム未収録の新曲「フライング」は全英4位とバンドにとって最大のヒットを記録。1997年4月、セカンド・アルバム『マザー・ネイチャー・コールズ』を発表。前作と同じくジョン・レッキーがプロデュースしたアルバムは、最高位3位を記録、前作同様プラチナ・ディスクを獲得する成功をおさめた。アルバムからは「フリー・ミー」（7位）、「ガイディング・スター」（9位）など4枚のヒット・シングルが生まれた。
1999年5月発表のサード・アルバム『マジック・アワー』では、プロデューサーにギル・ノートン、ストリングス・アレンジにデヴィッド・アーノルドをそれぞれ起用し、オーケストラを導入するなどよりスケール感を増した路線へシフト。アルバムからは「ビート・ママ」（9位）、「マジック・アワー」（28位）の2枚がシングル化された。アルバムは全英6位を記録したものの、前作までのようなビッグヒットとはならずセールス的には落ち込んだ。この時期にはブリットポップは完全に終焉を迎えており、同じようにキャストの勢いも少しずつ下降線をたどっていった。
2001年7月、4枚目のアルバム『ビートルート』を発表。このアルバムは主にジョン・パワーと共同プロデューサーのトリスティン・ノーウェルによってレコーディングされ、ジョン以外のメンバーはほとんどレコーディングに参加しなかったという。当時、ジョンがハマっていたというファンクやレゲエの影響を全面に取り入れたアルバムの音楽性は、旧来からのファンからの反発を招き、先行シングル「デザート・ドラウト」は45位、アルバムは全英78位とセールス面では完全に失敗に終わった。予定されていた全英ツアーをキャンセルとなり、そのまま活動停止（実質的には解散）となった。
解散後、ジョンはソロ活動を開始、フォークやブルース色の強いソロ・アルバムを3枚発表する一方、2005年にはザ・ラーズの再結成ツアーにも参加した。ベースのピーターは、エコー&ザ・バニーメンのサポートや再結成したシャックに再加入した。ギターのリアムは、ロバート・プラントのバックバンド、ストレンジ・センセーションのメンバーとして活躍。ドラムのキースは、ベイビーシャンブルズやジョニー・マーなどのツアー・マネージャーへ転向した。
キャスト解散から9年が経ち、2010年にジョンはキャストの楽曲を演奏するソロ・ツアーを敢行。そのツアーでジョンが新たに作って演奏していた曲が、ソロではなくキャストとして発表するに相応しい楽曲群だと感じたジョンは、すぐに各メンバーに連絡を取り、オリジナル・メンバーで再結成することを発表。デビュー作である『オール・チェンジ』発表から15周年に当たるということで、同作の再現ライブを行う形で再結成ツアーを敢行した。
2011年、再結成後初のアルバム（通算5作目）『トラブルド・タイムズ』を制作。まずは同年11月に、制作資金のクラウドファンディングを募るサイト、PledgeMusicを通じてリリースされ、翌2012年2月に一般発売された。プロデュースには初期2作を手掛けたジョン・レッキーを迎え、ブリットポップ全盛期の音楽性を取り戻そうとするようなアルバムとなった。なお、ツアーマネージャー業で忙しかったドラムのキースはレコーディングに参加できず、代わりにジョンのソロやポール・ウェラーのサポートとして活動するスティーヴ・ピルグリムがドラムを担当した。
2012年8月、サマーソニックへの出演のため来日。これは約15年ぶりとなる来日公演となった。
2014年2月、『オール・チェンジ』から『ビートルート』までのスタジオ・アルバム4作品が、レア音源やDVDを付属したデラックス・エディションで再発された。
2015年3月、ベースのピーターが自身のソロ活動であるアビエイター（Aviator）に専念するため脱退。後任には再結成時のザ・ラーズでサポートを務めたジェイ・ルイスが加入し、同年2度目のサマーソニック出演のため来日。
2017年4月、前作から5年ぶりとなる6作目『Kicking Up the Dust』を発表。前作同様、PledgeMusicを通じて制作資金をクラウドファンディングし、自主レーベルから発表したにもかかわらず、久々に全英チャートのトップ50に食い込む健闘を見せた。
2018年11月、ポリドール時代の4作とシングル集『Singles 1995-2017』をレコード盤で発売。併せてグレイテスト・ヒッツ・ツアーとして、2019年2月に来日することを発表した（のちに、同年10月に延期された）。なお、単独の来日公演としては22年ぶりとなる。

## ディスコグラフィ

### スタジオ・アルバム
- 『オール・チェンジ』 - All Change (1995年) ※全英7位、プラチナディスク獲得
- 『マザー・ネイチャー・コールズ』 - Mother Nature Calls (1997年) ※全英3位、プラチナディスク獲得
- 『マジック・アワー』 - Magic Hour (1999年) ※全英6位、シルバーディスク獲得
- 『ビートルート』 - Beetroot (2001年) ※全英78位
- 『トラブルド・タイムズ』 - Troubled Times (2012年) ※全英117位
- Kicking Up the Dust (2017年) ※全英49位（UKインディーチャート5位）
- Love Is the Call (2024年) ※全英22位

### コンピレーション・アルバム
- The Collection (2004年)
- The Complete BBC Sessions (2007年)
- Singles 1995–2017 (2018年)

### シングル
- "Finetime" (1995年)
- "Alright" (1995年)
- 「サンドストーム」 - "Sandstorm" (1996年)
- "Walkaway" (1996年)
- 「フライング」 - "Flying" (1996年)
- "Free Me" (1997年)
- "Guiding Star" (1997年)
- "Live the Dream" (1997年)
- "I'm So Lonely" (1997年)
- "Beat Mama" (1999年)
- "Magic Hour" (1999年)
- "Desert Drought" (2001年)
- "See That Girl" (2011年)
- "Time Bomb" (2012年)
- "Hold On Tight" (2012年)
- "Do That" (2016年)
- "Paper Chains" (2017年)
- "Love Is the Call" (2023年)
- "Love You Like I Do" (2023年)
- "Faraway" (2024年)